# Brigitte Bec
Brigitte Bec est une athlète française, née à Dole le 7 avril 1964, adepte de la course d'ultrafond, championne de France des 100 km, deux fois championne de France des 24 heures et deux fois vice-championne du monde des 24 heures.

## Biographie
Brigitte Bec est championne de France des 100 km de Theillay en 2008, deux fois championne de France des 24 heures de Brive en 2004 et à Gravigny en 2005, deux fois vice-championne du monde des 24 heures à Drummondville en 2007 et à Bergame en 2009, deux fois championne du monde des 24 heures par équipes à Séoul en 2008 et à Bergame en 2009, vice-championne d'Europe des 24 heures à Bergame en 2009 et championne d'Europe des 24 heures par équipes à Bergame en 2009,,.

## Records personnels
Statistiques de Brigitte Bec d'après la Fédération française d'athlétisme (FFA) et la Deutsche Ultramarathon-Vereinigung (DUV) :
- 10 km route : 39 min 13 s en 2008
- 15 km route : 1 h 1 min 48 s en 2008
- 20 km route : 1 h 30 min 33 s en 2005
- Semi-marathon : 1 h 28 min 26 s en 2007[3]
- Marathon : 3 h 8 min 22 s au Marathon d'Orléans en 2001[7]
- 50 km route : 3 h 56 min 57 s aux championnats du monde IAU des 100 km de Misari à Séoul en 2006 (50 km split)
- 100 km route : 7 h 51 min 32 s aux 100 km des étangs de Sologne en 2008[8],[9]
- 6 heures route : 72,429 km aux 6 h de La Gorgue en 2007
- 12 heures route : 128,085 km aux championnats du monde IAU des 24 h de Brive en 2010 (12 h split)
- 24 heures route : 235,597 km aux 24 h de Brive en 2006